# Кольские воеводы
Кольские воеводы — представители царской власти в Кольском уезде с 1582 года по 1713 год.
Кольские воеводы занимались обороной края от внешнего врага, контролировали сбор налогов и выполнение повинностей, исполнением царских указов. Резиденцией воевод был Кольский острог.
| Годы, период                               | Имя воеводы                                                 | Чем известен в должности                                                | Дьяки и подьячие                      | Источники |
| ------------------------------------------ | ----------------------------------------------------------- | ----------------------------------------------------------------------- | ------------------------------------- | --------- |
| 1582 — 1583                                | Палицын Аверкий Иванович                                    | Во времена воеводства был построен гостиный двор, создана ямская почта. |                                       | [ 1 ]     |
| 1583 — 1584                                | Судимантов Максак Фёдорович                                 |                                                                         |                                       | [ 1 ]     |
| 1585                                       | Ярцов Андреян Григорьевич                                   |                                                                         |                                       | [ 1 ]     |
| 1585 — 1586                                | Васильчиков Григорий Борисович                              |                                                                         |                                       | [ 1 ]     |
| 1588 — 1589                                | Благово Степан Фёдорович                                    |                                                                         |                                       | [ 1 ]     |
| 1595                                       | Салманов Иван Самойлович                                    |                                                                         |                                       | [ 1 ]     |
| 1597                                       | Протопопов Е. Ю.                                            |                                                                         |                                       | [ 1 ]     |
| 1601 — 1602                                | Хлопов Фёдор                                                |                                                                         |                                       | [ 1 ]     |
| 1604/ 1603 (с 30 августа)                  | Молвянинов Елизарий Семенович                               |                                                                         | подьячий Григорьев Сава               | ,         |
| 1606                                       | Одадуров Семён                                              |                                                                         |                                       | [ 1 ]     |
| 1607/1608 — 1610/1611                      | Секирин Лев                                                 |                                                                         |                                       | [ 2 ]     |
| 1611 — 1612                                | Викентьев Михаил Елизарьевич                                |                                                                         |                                       | [ 1 ]     |
| 1613                                       | Воробин Никита Дмитриевич и Жемчужников Василий Терентьевич |                                                                         |                                       | [ 1 ]     |
| 1614 — 1615                                | Волынцев Гурий Иванович                                     |                                                                         |                                       | [ 1 ]     |
| 1616                                       | Звеев Андрей                                                |                                                                         | подьячий Васильев Лука                | [ 2 ]     |
| 1616 — 1617                                | Змиев Кондратий                                             |                                                                         |                                       |           |
| 1617 — 1619 / 1618 — 1619                  | Чоглоков Сергей/Чоглоков Серой                              |                                                                         |                                       |           |
| 1620                                       | Юшков Пимен Матвеевич                                       |                                                                         |                                       | [ 1 ]     |
| 1625/ 1625 — 1627/1628                     | Давыдов Иван Никифорович                                    |                                                                         |                                       | ,         |
| 1626                                       | Толбузин Андрей Ил                                          |                                                                         |                                       | [ 1 ]     |
| 1629                                       | Зловидов Григорий                                           |                                                                         |                                       | [ 1 ]     |
| 1629 — 1631 / 1629 (сентябрь) — 1629/1630  | Годунов Иван Андреевич                                      |                                                                         | Подьячий Зубцов Андрей, с января 1629 | ,         |
| 1633                                       | Кафтырев Дементий Васильевич                                |                                                                         |                                       | [ 1 ]     |
| 1635                                       | Нармацкой Иван Васильевич                                   |                                                                         |                                       | [ 1 ]     |
| 1636 — 1638                                | Щербатов Осип Иванович                                      |                                                                         |                                       | [ 1 ]     |
| 1638 — 1640 / 1640                         | Оболенский Федор Тимофеевич                                 |                                                                         |                                       |           |
| 1641 — 1642 / 1641                         | Бутурлин Андрей Васильевич                                  |                                                                         |                                       |           |
| 1642 — 1644 / 1642/1643 — 1646/1647        | Бутурлин Григорий Фёдорович                                 |                                                                         |                                       |           |
| 1644 — 1646                                | Шаховской Семён Иванович Харя                               |                                                                         |                                       | [ 1 ]     |
| 1649                                       | Измайлов Лев                                                |                                                                         |                                       | [ 1 ]     |
| 1650                                       | Вельяминов Иван Яковлевич                                   |                                                                         |                                       | [ 1 ]     |
| 1654 — 1655                                | Соловцов Иван Яковлевич                                     |                                                                         |                                       | [ 1 ]     |
| 1658 — 1659                                | Благово Борис Григорьевич                                   |                                                                         |                                       |           |
| 1662 — 1665 / 1664                         | Стрешнев Яков Максимович                                    |                                                                         |                                       |           |
| 1666 — 1669                                | Эверлаков Иван Яковлевич                                    |                                                                         |                                       | ,         |
| 1671                                       | Хитрово Василий Алферьевич                                  |                                                                         |                                       | ,         |
| 1671 — 1672                                | Непейцын Степан                                             |                                                                         |                                       | [ 1 ]     |
| 1673 — 1674                                | Нащокин Алексей Тимофеевич                                  |                                                                         |                                       | ,         |
| 1675 — 1676                                | Дубровский Пётр Иванович                                    |                                                                         |                                       | [ 1 ]     |
| 1678 — 1679                                | Секерин Лев                                                 |                                                                         |                                       | [ 1 ]     |
| 1680 — 1681 / 1680 (19 марта — 28 августа) | Чириков Павел Григорьевич                                   |                                                                         |                                       | ,         |
| 1681-1682                                  | Эверлаков Василий Иванович                                  |                                                                         |                                       | ,         |
| 1683 — 1684 / 1682/1683 — 1684 (2 мая)     | Полозов Зот Иванович                                        |                                                                         |                                       |           |
| 1686 — 1687                                | Чертенский Иван Григорьевич                                 |                                                                         |                                       | ,         |
| 1688 — 1689                                | Одинцов Иван Петрович Меньшой                               |                                                                         |                                       | [ 1 ]     |
| 1690 — 1691                                | Нетесов Борис Дмитриевич                                    |                                                                         |                                       | [ 1 ]     |
| 1692                                       | Мещеринов Алексей Иванович                                  |                                                                         |                                       | [ 1 ]     |
| 1695 — 1696                                | Протопопов Борис Петрович                                   |                                                                         |                                       | [ 1 ]     |
| 1697 — 1698                                | Стрелков Дмитрий Фёдорович                                  |                                                                         |                                       | [ 1 ]     |
| 1698 — 1699                                | Воронецкий Иван Васильевич                                  |                                                                         |                                       | [ 1 ]     |
| 1700 — 1702                                | Козлов Григорий Никитич                                     |                                                                         |                                       | [ 1 ]     |
| 1703 — 1704                                | Унковский Дмитрий Иванович                                  |                                                                         |                                       | [ 1 ]     |
| 1705 — 1706                                | Срезнев Михаил Григорьевич                                  |                                                                         |                                       | [ 1 ]     |
| 1706 — 1713                                | Матюшкин Афанасий Власьевич                                 |                                                                         |                                       | [ 1 ]     |